# Yamid Amat
José Yamid Amat Ruiz (Tunja, Boyacá, 2 de diciembre de 1941) es un periodista y locutor de radio colombiano.

## Biografía

### Primeros años
Nació el 2 de diciembre de 1941 en la ciudad de Tunja. Su padre era palestino, oriundo de Ramala.
Egresado del Colegio Salesiano de la ciudad de Tunja.
Realizó sus estudios de comunicación en la Arlie Institute of Virginia en Estados Unidos.

### Trayectoria
Se inició en la Emisora Monserrate a mediados de los años 1960. 
Más tarde ingresaría a la televisión, en el Noticiero TV Sucesos como presentador, mientras era comentarista de Radiosucesos de RCN Radio. 
También formó parte de la Agencia EFE de España y tuvo bajo su cargo la columna Juan sin miedo del periódico El Espacio. 
En los años 1980, fue presentador y director del programa Reportajes Caracol para la programadora de Caracol Televisión.
Más adelante sería director del programa televisivo Contrapunto TV y director nacional de noticias y del informativo 6 AM 9 AM de Caracol Radio, de donde se retiró el 28 de diciembre de 1990. 
El 2 de enero de 1992, Yamid Amat junto con Juan Gossaín, fundan el Noticiero CM&, en el que Yamid Amat fue director del noticiero hasta 1998.
Entre 1996 y 2004 fue fundador y director de la emisora Radionet, una propuesta de 24 horas de información, siete días a la semana, en alianza con Caracol Radio.
El 10 de julio de 1998, fue director de Caracol Noticias para Caracol Televisión como un canal privado, en el tuvo su segmento de entrevista llamado La mañana que se emitía en la emisión de la mañana del noticiero y que estuvo como director del noticiero hasta el 2002.
En 2002, retomó la dirección del Noticiero CM&.
En ese mismo año, se haría cargo de un espacio en el periódico El Tiempo, en donde publica una entrevista con alguna personalidad del país. 
En 2003, fue presentador y director del programa Pregunta Yamid en el que entrevistaba diariamente a las personalidades de la vida diaria en el estuvo hasta el 2024. 
El 14 de noviembre de 2024, Yamid Amat dirigió por última vez el Noticiero CM&, cuando el noticiero y su empresa CM& Televisión finalizan sus respectivas emisiones esa misma fecha.

## Vida personal
Es padre de dos hijos como son: Yamid Amat Serna y Adriana Amat quienes están involucrados en el mundo de los medios de comunicación.
Yamid Amat es hincha del equipo de fútbol Santa Fe. [cita requerida]

## Polémica
Una gran polémica se presentó en 2018 cuando Yamid Amat en un acto considerado por algunos como antisemitismo, despidió a la presentadora Cathy Bekerman, a quien le había pedido persignarse al momento de dar una noticia en una sección del Noticiero CM& y ella se habría negado hacerlo por ser judía.
La negativa habría generado una discusión, que terminó con el despido de forma arbitraria en contra de la periodista. Sin embargo, la comunidad judía en Colombia, quien dio un comunicado rechazando la actitud del director y una avalancha de comentarios en Twitter hicieron que Yamid Amat se retractara.[cita requerida]